# Samia ricini
Samia ricini är en fjärilsart som beskrevs av Jean Baptiste Boisduval 1854. Samia ricini ingår i släktet Samia och familjen påfågelsspinnare. Inga underarter finns listade.

## Bildgalleri

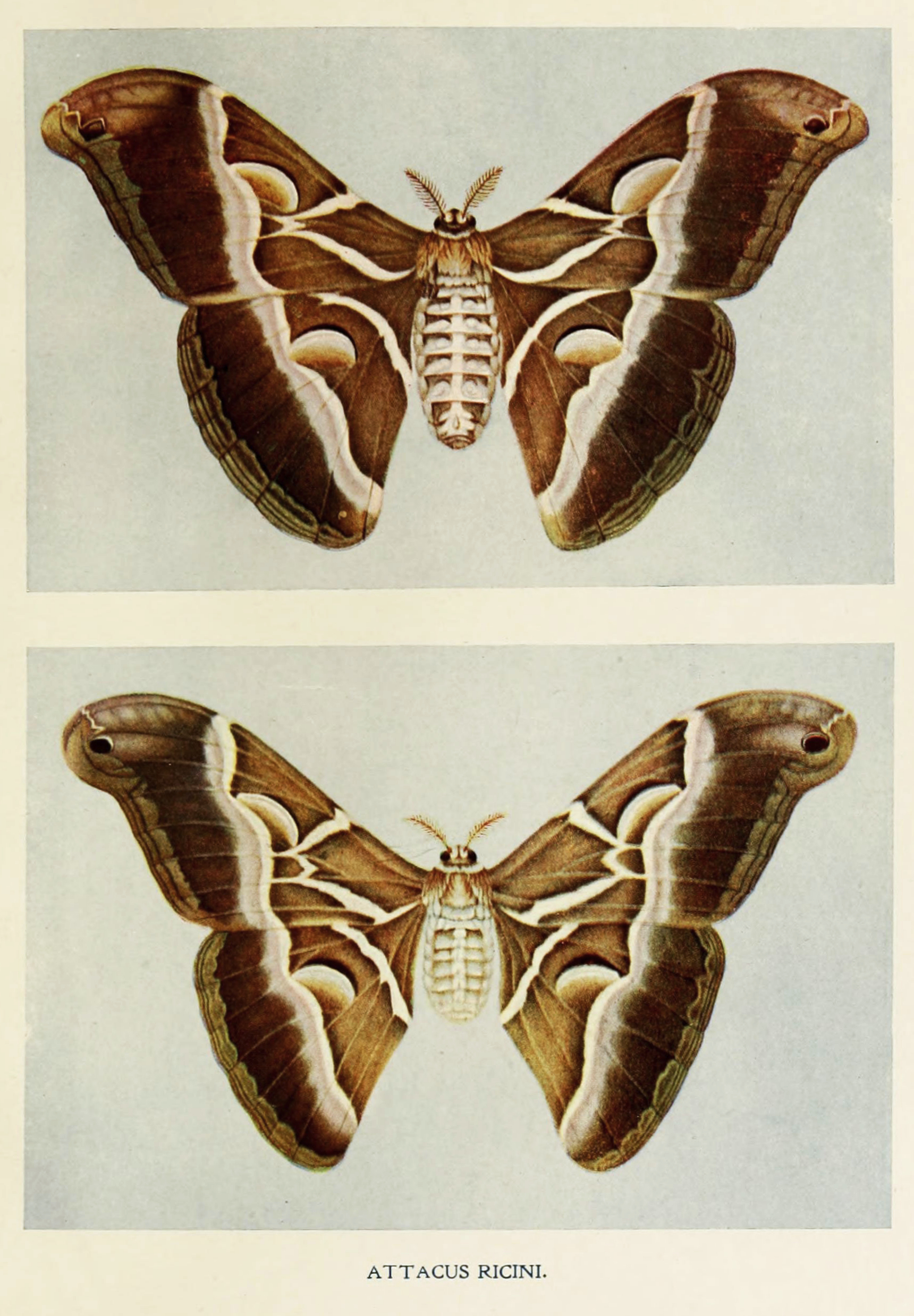
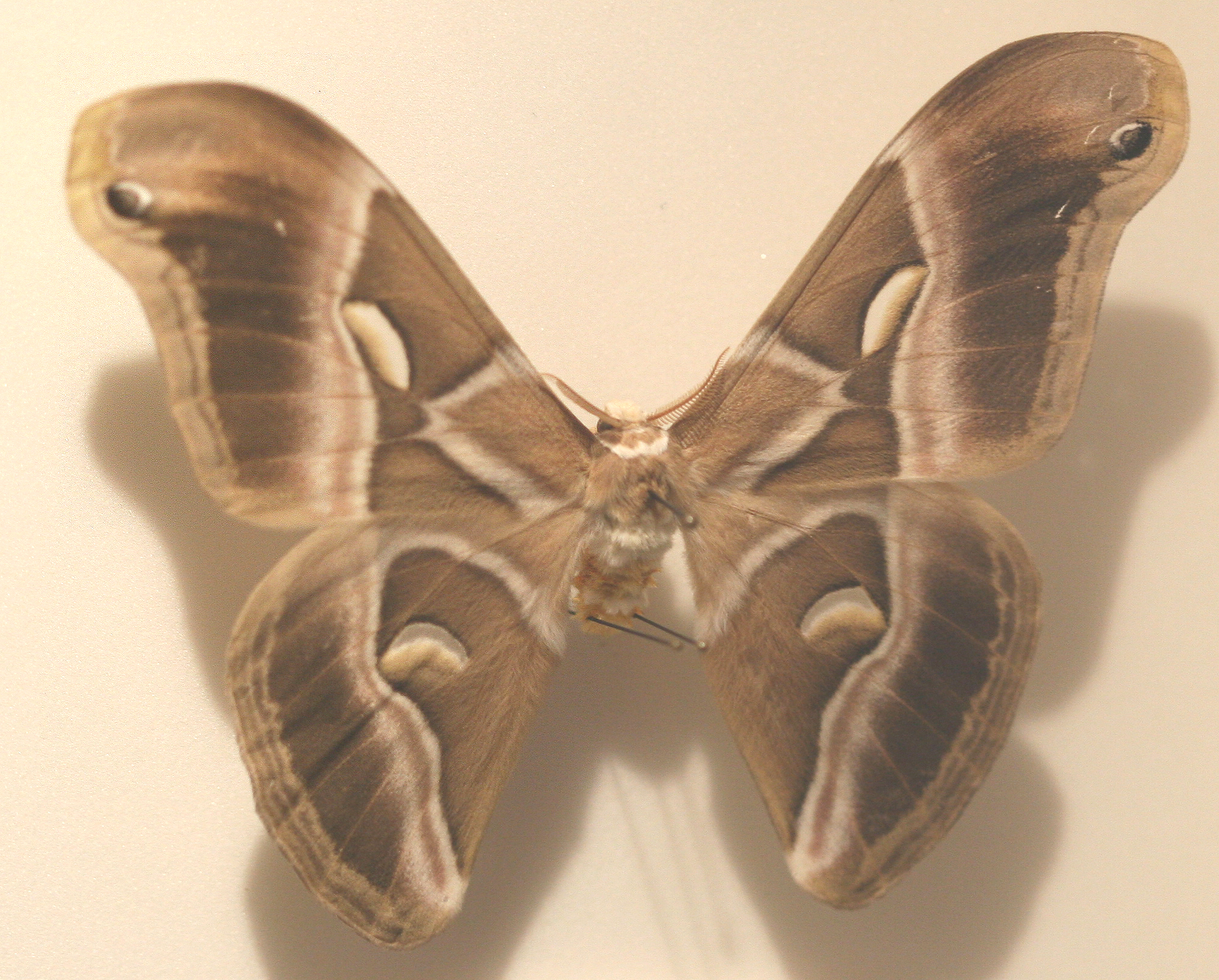
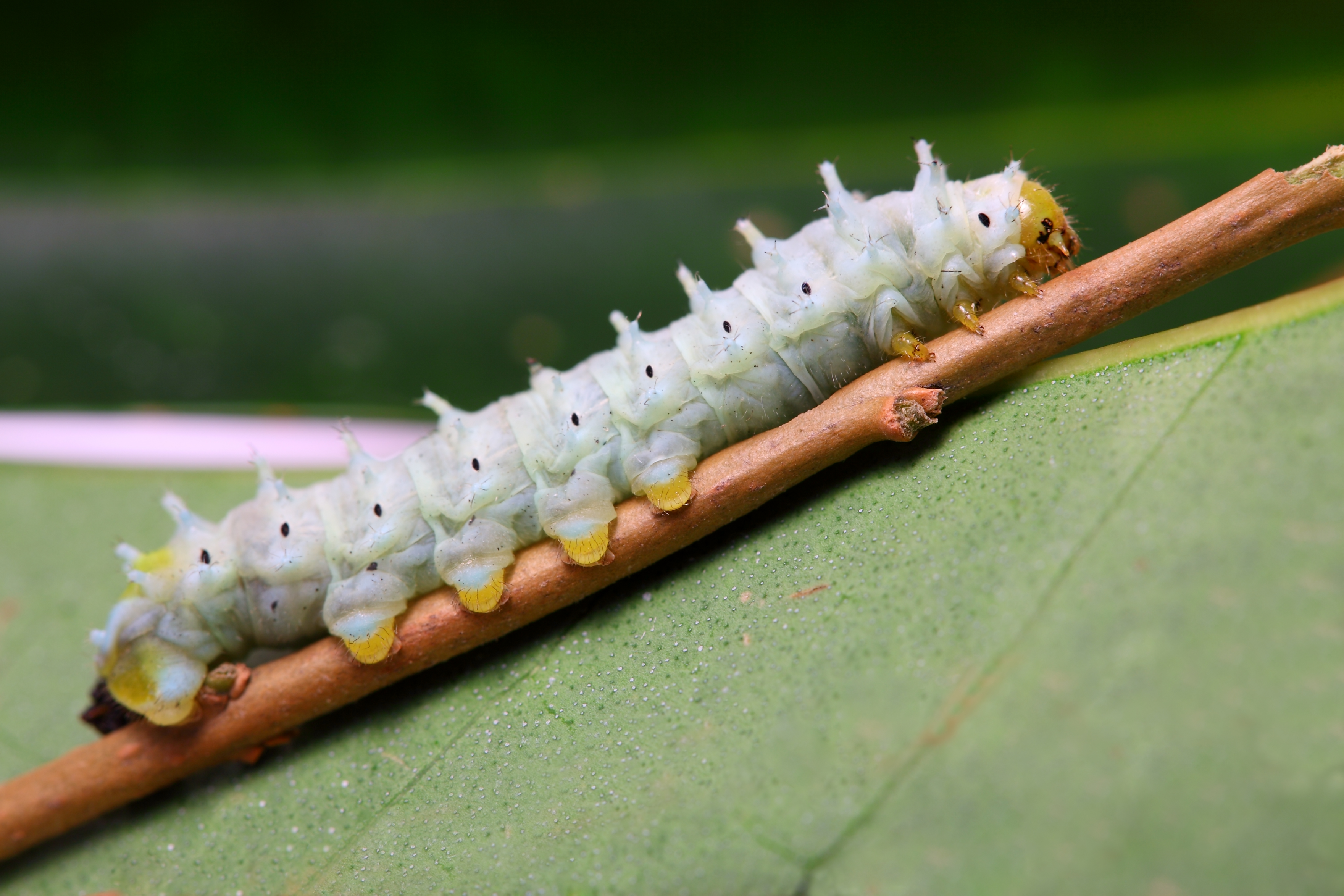